# .50 Action Express
.50 Action Express (AE, 12,7×33mm) — великокаліберний пістолетний набій, розроблений у 1988 році конструктором Еваном Вайлдіном (англ. Evan Whildin) з компанії Action Arms. .50 AE є одним з найпотужніших пістолетних набоїв, що зараз виробляються.

## Історія
Першою зброєю під патрон .50 AE став пістолет Magnum Research Desert Eagle. Діаметр гільзи складає 0,547 дюйми (13,9 мм), набій має зменшену закраїну, діаметр якої дорівнює закраїні патрона .44 Remington Magnum, завдяки чому Mark XIX Desert Eagle у калібрі .50 AE може бути перероблений під набій .44 with шляхом зміни тільки ствола та магазина. Але Desert Eagle у калібрі .357 та модель Mark VII під патрон .44 мають меншу рамку та потребують для конвертації у .50 AE більш значних змін.Спочатку куля .50AE мала справжній калібр 0,51 дюйма, але згідно з законами США цивільна зброя, окрім спортивної, не може мати калібр, більший за 0,5 дюйма, тому діаметр кулі був зменшений до 12,7 мм. Діаметр основи гільзи при цьому міняти не стали, а тільки зменшили шию, тому гільза має досить помітну конусність.Набої .50 AE наразі виробляються американськими компаніями CCI Ammunition, Speer, Hornady, а також ізраїльською IMI, продукція якої імпортується у США під торговельною маркою «Samson Ultra». При стрільбі з Desert Eagle із стандартним шістидюймовим стволом куля вагою 300 гран має дульну швидкість понад 1500 фут/с та енергію більш ніж 2000 Дж. Така ж куля при стрільбі зі 10-дюймового ствола має швидкість понад 1600 фут/с та енергію близько 2400 Дж.Відбій у .50 AE при стрільбі з пістолета Desert Eagle є значним, але ненабагато сильнішим, ніж у .44 Magnum завдяки великій масі зброї та автоматичному механізму перезаряджання у пістолеті, який забирає частину енергії. Окрім Desert Eagle під цей набій були створені пістолети AMT AutoMag V та LAR Grizzly Win Mag, та наразі їх виробництво припинено.

## Характеристики

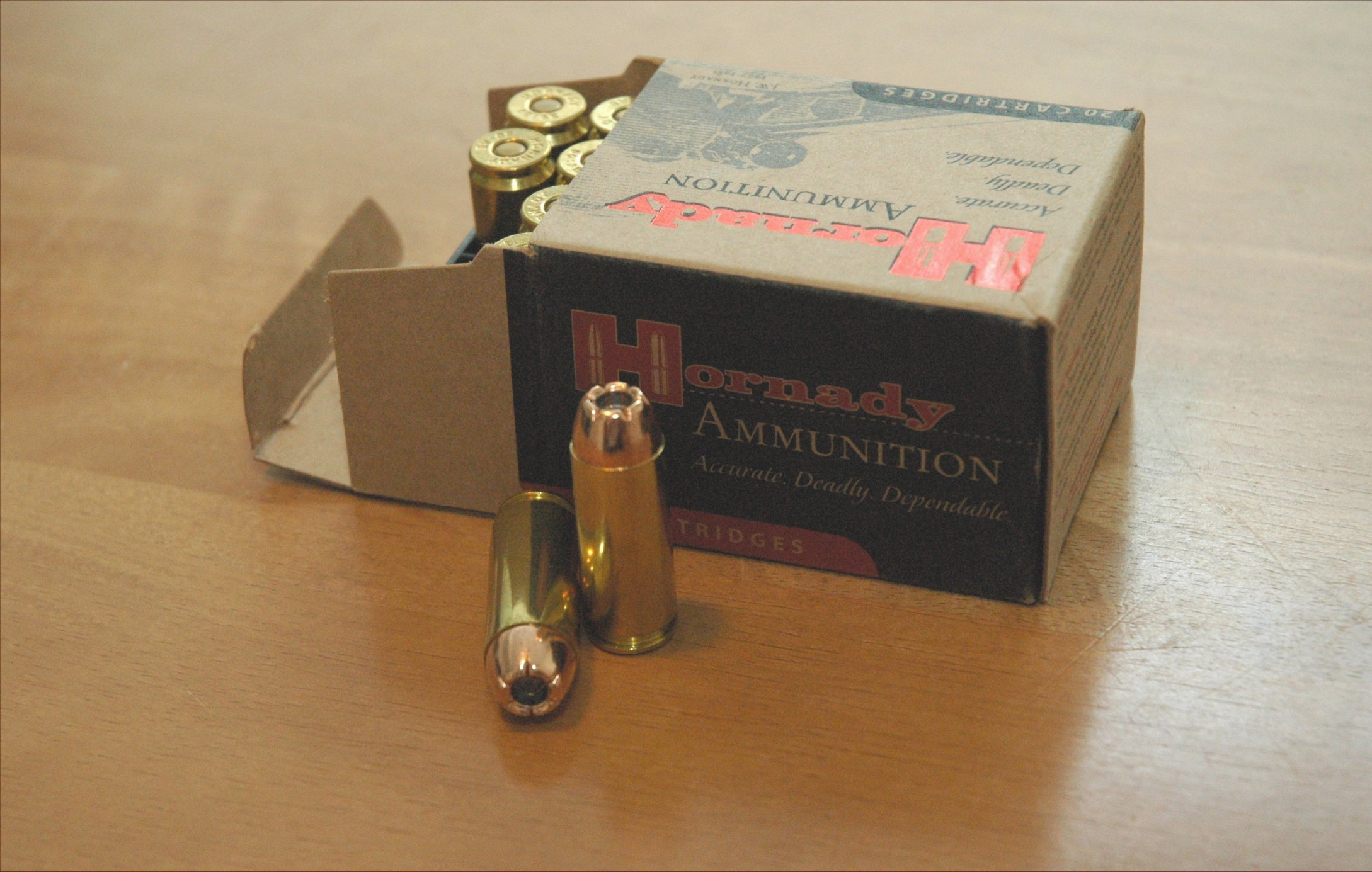
Коробка набоїв .50 AE з 300 грановими експансивними кулями виробництва Hornady

Згідно з SAAMI максимальний тиск у патроннику для .50 AE дорівнює 248 МПа. Наявні у продажу варіанти набоїв мають дульну енергію близько 2440 Дж. Компанією Starline виробляються гільзи для самостійного спорядження набоїв. Кулі такого калібру наявні в асортименті різних виробників. Кулі, призначені для набоїв .500 S&W Magnum підходять за калібром також і для .50 AE, але вони можуть виявитися задовгими.

## Використання
Як і для інших пістолетних та револьверних набоїв такої потужності, основною сферою використання .50 AE є силуетна стрільба та полювання на тварин середнього та великого розміру. Подібно до .44 Magnum, .454 Casull, .460 S&W Magnum та .500 S&W Magnum, він також придатний для захисту від великих хижаків, таких, як ведмеді.